# ニューギンザ百貨店
ニューギンザ百貨店（ニューギンザひゃっかてん）は、1955年（昭和30年）から1988年（昭和63年）まで北海道小樽市にあった日本の百貨店である。

## 歴史・概要
1917年（大正6年）北海道小樽市の稲穂第一大通り（現在の小樽サンモール一番街）で河野呉服店を創業したのが始まりである。
1945年（昭和20年）に宮本清治が、河野呉服店の店頭を借りて繊維小物類の販売を開始。
その後、宮本清治は河野呉服店の株式の譲渡を受け、1950年（昭和25年）4月18日に資本金500万円で株式会社ニューギンザ百貨店を設立した。
1954年（昭和29年）に月賦販売を開始。
1955年（昭和30年）にニューギンザ百貨店として百貨店となり、1934年（昭和9年）に小樽で最初の百貨店となった地場資本の大国屋や札幌市から進出してきた丸井今井と共に小樽を代表する3大百貨店が同じ稲穂第一大通り（現在の小樽サンモール一番街）に位置して激しい競争を繰り広げた。
そして小樽の百貨店の中では最小の売場面積(2,823m2)だったにもかかわらず1965年（昭和40年）には売上高14.1億円で13.5億円だった大国屋(売場面積3,821m2)や丸井今井(売場面積4,318m2)を上回って地域一番店となった。
1962年（昭和37年）にサンデパート2階にニューギンザストアを開店して、札幌市に進出。
1967年（昭和42年）に琴似にニューギンザストア琴似店を開店した。
しかし、1970年（昭和45年）6月には業績不振から債務整理に追い込まれ、宮本清治社長ら全役員が退任して、経営陣が交替した。
小樽駅前市街地再開発事業で建設されるビルのうち第2ビルへの出店を申し込んだが、長崎屋が選定されたことから、当社の出店は実現しなかった。
当社が進出できなかった小樽駅前再開発で、1975年（昭和50年）4月に長崎屋を核店舗とするショッピングセンター・サンポートが2倍くらいの店舗面積(売場面積12,066m2)でオープンして開店1ヶ月で市内の人口の1.5倍となる30万人を集めて順調な売上を上げて既存の商店街の売上を奪った為、売上は減少傾向を辿った。
1986年（昭和61年）にジャスコと提携。
ショッピングセンター・サンポートや札幌市への消費流出への対抗策として1982年（昭和57年）に再開発準備組合が結成され、その議論の結果としてニューギンザ百貨店と旧北海ホテルを中心として再開発が行い、丸井今井(売場面積11,500m2)を核とする施設(売場面積14,500m2)が建設されることになり、その開発を担う小樽開発が1988年（昭和63年）に設立された。
1988年（昭和63年）7月3日に閉店し、その歴史に終止符を打った。
建物は、同年8月に解体された。
跡地再開発は予定通りに行われ、1990年（平成2年）9月に丸井今井が拡張移転したが、1999年（平成11年）3月11日に小樽築港駅の近くに約5,000台の無料駐車場を持ち、約7倍の売場面積98,000m2を誇るマイカル小樽(現在のウイングベイ小樽)がオープンするなど郊外型のショッピングセンターの開設が相次いで競争が激化して中心市街地の集客力を奪った為、2005年（平成17年）10月に丸井今井も閉店し、その跡地で2005年（平成17年）11月から営業していた専門店街「おたるサンモール・ネオ」も2009年（平成21年）3月23日に閉店した。
2010年（平成22年）2月に債権者の申立で土地建物の競売開始が決定され、2010年（平成22年）4月12日には再開発を担った小樽開発も倒産したが、旧小樽開発以外に権利者・地権者が複数いて権利関係が複雑なことなども影響し、2010年（平成22年）4月と2011年（平成23年）9月に2回行われた競売が不調に終わり、2012年（平成24年）1月6日に札幌地方裁判所は1回目の約10分の1の買い受け可能価額約6671万円で3回目の競売を行うと発表している。